# الغوضة (المخادر)

تعديل مصدري - تعديل

الغوضة محلة تابعة لقرية السلامي، التابعة لعزلة الشرف بمديرية المخادر إحدى مديريات محافظة إب في الجمهورية اليمنية، بلغ تعداد سكانها 33 حسب تعداد اليمن لعام 2004.